# Archie Gemmill
Archibald Gemmil (n. Paisley, Renfrewshire, Escocia, 24 de marzo de 1947) es un exfutbolista y actual entrenador escocés que jugaba de mediocampista. Es plenamente identificado con el Nottingham Forest de Inglaterra, equipo con el cual, ganó la UEFA Champions League 1978-79.

## Selección nacional
Con la Selección de fútbol de Escocia, disputó 43 partidos internacionales y anotó solo 8 goles. Incluso participó con la selección escocesa, en una sola edición de la Copa Mundial. La única participación de Gemmill en un mundial, fue en la edición de Argentina 1978, donde su selección quedó eliminado en la primera fase de la cita de Argentina.

### Participaciones en Copas del Mundo
| Mundial                        | Sede      | Resultado    |
| ------------------------------ | --------- | ------------ |
| Copa Mundial de Fútbol de 1978 | Argentina | Primera Fase |

## Clubes
| Club                 | País           | Año       |
| -------------------- | -------------- | --------- |
| Saint Mirren         | Escocia        | 1964-1967 |
| Preston North End    | Inglaterra     | 1967-1970 |
| Derby County         | Inglaterra     | 1970-1977 |
| Nottingham Forest    | Inglaterra     | 1977-1979 |
| Birmingham City      | Inglaterra     | 1979-1982 |
| Jacksonville Tea Men | Estados Unidos | 1982      |
| Wigan Athletic       | Inglaterra     | 1982      |
| Derby County         | Inglaterra     | 1983-1984 |